# عبدالرحیم عقیقی بخشایشی
عبدالرحیم عقیقی بخشایشی (۱۳۲۰ – ۱۳۹۱ هـ ش) روحانی، مترجم، محقق و مولف پرکار شیعه در ایران بود.

## زندگانی
وی در سال ۱۳۲۰ شمسی در شهر بخشایش تبریز، به دنیا آمد و در نوجوانی به تبریز عزیمت نمود.

### تحصیلات
وی در مدرسه طالبیه در نزد میرزا عمران علی‌زاده و جعفر مشکبار بخشایشی، ادبیات عرب را آموخت. سپس در سال ۱۳۷۸ به قم مهاجرت نمود و سطوح عالی را نزد، سید محمدرضا گلپایگانی، سید روح الله خمینی، سید محمدحسین طباطبایی، آقابزرگ طهرانی احمد پایانی، میرزا باقر مرندی، جعفر سبحانی، یدالله دوزدوزانی و سید محمدباقر سلطانی طباطبائی گذراند.
عقیقی بخشایشی در سال ۱۳۵۵ ش، دفتر نشر نوید اسلام را در قم تاسیس نمود. قبل از تاسیس انتشارات نوید اسلام، آثارش را در مجله مکتب اسلام و انتشارات نسل جوان به چاپ می‌رساند. از او بیش از ۱۵۰ جلد کتاب به جا مانده است.
رسول جعفریان درباره او می‌نویسد:
«آقای عقیقی بخشایشی متعلق به نسلی از نویسندگان حوزوی بودند که در نگارش تجربه متوسطی داشتند و بیشتر با ذوق و سلیقه خود بدون آن که ادامه دهند یک سنت مدرسی اصیل باشند، می نوشتند. با این حال بدلیل خلائی که وجود داشت و با توجه به این که بستر مناسبی از قبل وجود نداشت، توانست در یک مقطع مورد استقبال قرار گیرد. این قبیل آثار یک مقطع خاصی از تطور و تحول در حوزه را به خود اختصاص داد و سبب شد تا گام های بعدی برداشته شود. کارهای ایشان گرچه گاه با نقادی هایی روبرو شد و در مواردی با اصلاحاتی منتشر می شد، اما به هر روی، یک گام میانی در میان کارهای تاریخی و شرحالنگاری در حوزه بود.»
بر اساس آنچه پایگاه اندیشوران حوزه مدعی است، عقیقی بخشایشی بیش از ۱۲ سال در دانشگاه‌های مختلف ایران در مقطع کارشناسی ارشد تدریس نموده‌است.
وی علاوه بر آثار تالیفی و تحقیقی، به امور عام‌المنفعه و اجرایی نیز مشغول بود. ساخت مدرسه، جاده، پل و مسجد از جمله خدماتش محسوب می‌گردید.

### وفات
عقیقی بخشایشی در ۱۷ فروردین ۱۳۹۱ در قم به علت بیماری در سن ۷۱ سالگی درگذشت و پس از اقامه نماز میت توسط جعفر سبحانی، در گلزار علی بن جعفر قم دفن گردید.

## آثار
از عقیقی بخشایشی، آثار فراوان بر جای مانده‌است که بسیاری از آنها به زبان‌های عربی، انگلیسی، ترکی و اردو ترجمه شده، برخی از آثار وی عبارتند از:
1. مفاخر آذربایجان
2. طبقات مفسران شیعه
3. یکصد سال مبارزه روحانیت اصیل و مترقی
4. فقهای نامدار شیعه
5. پیشوایان معصوم
6. نظری به انجیل و تعلیمات مسیحیت
7. همسران رسول خدا
8. شعائر آیین ما
9. مشکلات اجتماعی عصر ما
10. پیکار با فاجعه فقر و گرسنگی
11. بانوی بزرگ اسلام صدیقه طاهره
12. عباس‌بن‌علی علیه‌السلام سردار بلند قامت دین
13. پیکار در راه آزادی و آرمان انسانی
14. آموزش‌های سیاسی و اجتماعی در احکام عبادتی اسلام
15. شام سرزمین خاطره‌ها
16. فقیه وارسته: آیت‌الله العظمی سید علی سیستانی
17. مرجع وارسته: آیت‌الله العظمی فاضل لنکرانی
18. آیت‌اللّه طالقانی مرد مبارزه و شهادت
19. سیمای بخشایش
20. ترجمه قرآن کریم
21. ترجمه نهج البلاغه
22. ترجمه صحیفه سجادیه
23. ترجمه امالی شیخ مفید
24. ترجمه مکارم الاخلاق فضل‌بن‌حسن طبرسی
25. ترجمه باب حادی عشر علامه حلی
26. ترجمه کنز العرفان فاضل مقداد
27. ترجمه لهوف سیدبن‌طاووس
28. ترجمه مقتل الحسین عبدالرزاق مقرم
29. ترجمه اربعین حدیث شیخ بهایی
30. ترجمه آداب المتعلمین خواجه نصیر طوسی